# Kouaya
Kouaya ou Kwaya est une localité et une commune rurale du Niger, département de Magaria, région de Zinder.

## Géographie
La localité de Kouaya est située à 39 km au nord-ouest du chef-lieu départemental Magaria. 
| Yaouri       | Bandé  |         |
| Sassoumbroum | Kouaya | Bandé   |
| Sassoumbroum | Yékoua | Magaria |

## Histoire
La commune rurale de Kouaya instaurée en 2002, est issue de la partie nord du canton de Magaria.

## Population
Lors du recensement général de 2012, la population communale est relevée à 32 510 habitants, dont 893 habitants pour la localité principale.

## Localités
La commune s'étend sur 29 villages, 23 hameaux et 3 camps à l'ouest du département de Magaria.

## Services et infrastructures
- Centre de Santé Intégré (CSI) à Kwaya, Jajaye Sofoua[5].
- Collège d'enseignement général (CEG) à Kouaya.
- Centre de formation des métiers (CFM) à Kouaya.